# De Stad
De Stad is een buurtschap in de Nederlandse provincie Noord-Brabant, pal ten oosten van Oirschot die pas na 1900 is ontstaan. De buurtschap is ten noorden van het Wilhelminakanaal gelegen. 
De naam stad verwijst zeker  niet naar een stedelijke kern, maar laat zich veeleer vergelijken met het Duitse woord 'gestade' in de betekenis "oever, aanlegplaats", hetgeen impliceert dat de buurtschap ontstaan is aan het kanaal. Op het einde van de 20e eeuw is deze buurtschap in feite opgeslokt door een bedrijventerrein.